# اسلام در ژاپن
اسلام از جمله ادیانی است که در ژاپن حضور قابل توجه داشته‌است. گرچه اسلام در قرن اول هجری به منطقه آسیای دور راه یافت، ولی گسترش اسلام در ژاپن تا قرن ۱۷ میلادی به تأخیر افتاد.

## پیشینه
بر اساس مستندات تاریخی، اسلام در ژاپن تاریخی صد ساله دارد. قبل از ۱۸۵۳ ژاپن کشوری بسته بود ولی از سال ۱۸۶۷ مردم ژاپن توانستند با کشورهای دیگر بخصوص مسلمانان رابطه برقرار کنند. مردم ژاپن ابتدا در سال ۱۸۷۷ اسلام را به عنوان بخشی از ادیان غربی شناختند. نخستین بار در سال ۱۸۷۷ با ترجمه کتابی به زبان ژاپنی که دربارهٔ اسلام نوشته شده بود مردم این سرزمین با معارف اسلامی آشنا شدند. با این حال تعداد مسلمانان تا قبل از دهه ۱۹۸۰ اندک بود.
ورود اسلام به ژاپن پس از انقلاب اکتبر ۱۹۱۷ در روسیه و استقرار حکومت سوسیالیستی در آن کشور انجام گرفت. 
انجمن اسلامی ژاپن کبیر اولین سازمان رسمی اسلامی در ژاپن بود که در سال ۱۹۳۰ تشکیل شد. پس از جنگ جهانی دوم و اشغال ژاپن توسط نیروهای متفقین، فرمانده نیروهای متفقین «انجمن اسلامی ژاپن کبیر» را به علت همکاری آن‌ها با نظامیان جنگ‌طلب ژاپنی تعطیل کرد. با پایان یافتن اشغال ژاپن، مسلمانان، «انجمن اسلامی ژاپن» را با هدف گسترده نمودن همکاری بین مسلمانان ژاپن و فراهم آوردن کتب دینی و فرهنگی اسلامی برای مسلمانان و هماهنگی مؤسسه‌های اسلامی ژاپن تشکیل دادند. در این دوران بیش از ۱۰۰ کتاب و مجله با موضوعات اسلامی در ژاپن منتشر شد.
اولین ترجمه قرآن به زبان ژاپنی در سال ۱۹۲۹ صورت گرفت.
قرار است نخستین مدرسه اسلامی در توکیو ساخته شود. قطعه زمینی در نزدیکی مسجد بزرگ توکیو برای ساخت مدرسه اسلامی خریداری شده‌است و این مدرسه اسلامی با کمک مالی مسلمانان و حتی غیر مسلمانان ژاپن ساخته می‌شود. 
به گفته «زکریا زیاد» رئیس انجمن اسلامی ژاپن، مسلمانان ژاپن در انجام فرائض دینی و عبادی خود کاملاً آزاد هستند و در حال حاضر روزانه ۱۰ نفر در ژاپن به دین اسلام روی می‌آورند.

## جمعیت
تعداد مسلمانان در سال ۲۰۰۰ میلادی،  ۶۳٬۵۵۲ نفر تخمین زده شده‌است. امروزه جمعیت مسلمانان ژاپن را ۱۰۰٬۰۰۰ تخمین می‌زنند. تخمین زده می‌شود تعداد مسلمانان ژاپنی الاصل تا به هزاران نفر برسد. انجمن مسلمانان ژاپن از ثبت نام‌هایی که شده تخمین می‌زند که رقمی حدود ۷۰۰۰ تا ۱۰۰۰۰ مسلمان ژاپنی وجود دارد که بیشترین آن‌ها را زنانی تشکیل می‌دهند که بعد از ازدواج با پاکستانی‌ها و بنگلادشی‌هایی که در دهه ۱۹۸۰ برای کار به ژاپن آمده‌اند، به اسلام گرویده‌اند.

## مسجدها
اولین مسجد ژاپن، مسجد کوبه، در سال ۱۹۳۵ ساخته شده‌است. مسجد یوکوهاما در بخش یوکوهاما زوزوکی به وسعت ۲۰۰ مترمربع هر جمعه با نمازجماعتی حدود ۷۰ نفره از مسلمانان کشورهای آفریقایی، آسیایی و دیگر ملیت ها تشکیل می‌شود. مسجد دیگر مسجد توکیو است که در سال ۱۹۳۸ در توکیو بنا شد. این مسجد در دهه ۱۹۹۰ کاملاً بازسازی شد.
در حال حاضر در ژاپن بین ۳۰ تا ۴۰ مسجد یک طبقه وجود دارد.